# Anuga rotunda
Anuga rotunda là một loài bướm đêm trong họ Noctuidae.